# Талгаев, Ваит Абдул-Хамидович
Ваи́т Абду́л-Хами́дович Талга́ев (род. 11 мая 1953, Джамбул, Казахская ССР, СССР) — советский футболист, советский и казахстанский футбольный тренер. Мастер спорта СССР (1989). Один из самых успешных казахстанских тренеров.

## Карьера

### Клубная
В 1976—1982 годах выступал за алматинский «Кайрат» в первой и высшей лигах чемпионата СССР. В дебютном его сезоне команда выиграла турнир первой лиги и вышла в высшую лигу. В 1980 году его семья возвратилась из Казахстана на историческую родину и Ваит год отыграл в грозненском «Тереке».

### Тренерская
Заслуженный тренер Казахстана.

В 1990—1992 работал главным тренером джамбульского (таразского) клуба «Химик»/«Фосфор»/«Тараз».
В 1993—1994 — главный тренер грозненского «Эрзу», с которым занял третье место в западной зоне первой лиги в сезоне 1993 года, высшее среди всех чеченских команд.
В 1995 вернулся в Казахстан, снова возглавил «Тараз» и выиграл с командой серебряные медали, а на следующий год победил в чемпионате Казахстана (1996), а затем вновь стал серебряным призёром (1997).
В 1998 году (до июля) — главный тренер павлодарского «Иртыша», с июля 1998 по июль 1999 год — главный тренер кызылординского клуба «Кайсар-Харрикейн». В конце 1999 года руководил шымкентским «Синтезом».
В 2000 году — главный тренер сборной Казахстана. Под руководством Талгаева сборная сыграла 9 игр в основном со сборными арабских стран (пять побед и четыре поражения).
В 2001—2002 годах — главный тренер клуба «Атырау», с которым дважды выиграл серебряные медали чемпионата Казахстана.
В 2003—2005, а также в 2006—2007 годах — главный тренер грозненского «Терека». Под его началом в 2004 году «Терек» занял первое место в Первом дивизионе ПФЛ, выиграл Кубок России, дважды обыграл польский «Лех» в отборе Кубка УЕФА. Талгаеву даже вручили медаль России «За заслуги перед Отечеством», несмотря на его казахстанское гражданство. Но в конце 2007 года он покинул «Терек» из-за несогласия с кадровой политикой руководства, хотя снова вывел «Терек» в Премьер-лигу.
В 2009 году возглавил талдыкорганский клуб «Жетысу». В сезоне 2010 команда не смогла пробиться в шестёрку сильнейших, и Талгаев был отправлен в отставку. В декабре 2010 года в третий раз возглавил «Тараз». Но из-за слабого старта сам подал в отставку в апреле 2011 года.
В 2012—2016 годах тренировал молодёжный состав грозненского «Терека». Осенью 2013 года временно исполнял обязанности главного тренера «Терека» в связи с отставкой Юрия Красножана.
В январе 2017 года в четвёртый раз принял «Тараз», но клуб вылетел из Премьер-лиги (из-за снятия 6 очков) и плохо стартовал в первой лиге-2018, и в мае Талгаев подал в отставку.

## Личная жизнь
Талгаев — чеченец по национальности, но заявляет, что «в душе является казахом».

## Достижения

### Игрок
«Кайрат»
- Победитель Первой лиги СССР: 1976

### Тренер
«Тараз»
- Чемпион Казахстана: 1996
- Дважды серебряный призёр чемпионата Казахстана:

1995, 1997

«Иртыш»
- Обладатель Кубка Казахстана 1997/98

 «Атырау»
- Дважды серебряный призёр чемпионата Казахстана: 2001, 2002

 «Терек»
- Обладатель Кубка России: 2003/04
- Победитель Первого дивизиона России: 2004
- 2-е место в Первом дивизионе России: 2007